# Odoacro
Flávio Odoacro (em italiano: Odoacre; em latim: Odoacerus; Odeacer; c. 433 – 493) foi um soldado que em 476 se tornou o primeiro rei da Itália (r. 476–493). Seu reinado é comummente visto como o marco do fim do Império Romano do Ocidente. Embora o poder efetivo na Península Itálica estivesse em suas mãos, figurou como cliente de Júlio Nepos até à morte deste em 480, e então do imperador em Constantinopla. Odoacro geralmente utilizou o título honorífico romano de patrício, conferido por Zenão (r. 474–475; 476–491), mas é referido como rei (em latim: rex) em muitos documentos e ele próprio utilizou-o ao menos uma vez e em outra ocasião foi utilizado pelo cônsul Basílio. Odoacro introduziu algumas mudanças importantes no sistema administrativo da Itália. Ele teve apoio do senado romano e foi capaz de distribuir terras a seus seguidores sem muita oposição. Descontentamento entre seus soldados levou à violência em 477–478, mas nenhum distúrbio desta natureza ocorreu durante o período final de seu reinado. Embora Odoacro fosse um cristão ariano, raramente interveio nos assuntos da Igreja estatal do Império Romano, que era ortodoxa e trinitária.
Provavelmente de ascendência escira, Odoacro foi um líder militar na Itália e liderou a revolta de soldados hérulos, rúgios e esciros que depôs Rômulo Augusto em 4 de setembro de 476. Augusto havia sido declarado imperador ocidental menos de um ano antes por seu pai, o general rebelde italiano Flávio Orestes, mas foi incapaz de ganhar obediência ou reconhecimento além da Itália central. Com o apoio do senado romano, Odoacro governou a Itália autonomamente, prestando atenção à autoridade de Júlio Nepos, o último imperador ocidental, e Zenão, o imperador oriental. Após o assassinato de Nepos em 480, Odoacro invadiu a Dalmácia para punir os assassinos. Ele assim o fez, executando os conspiradores, mas dentro de dois anos também conquistou a região e incorporou-a a seu domínio.

## Vida

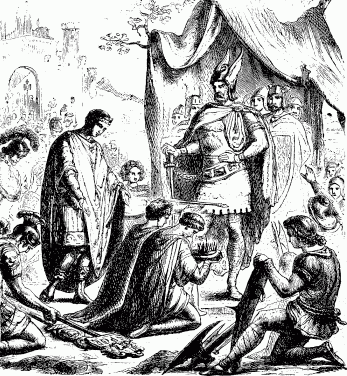
O imperador Rômulo Augusto abdica à coroa

Filho de Edecão príncipe da corte de Átila rei dos Hunos. Quando um grupo de bárbaros visitou São Severino, um monge da Panônia, para serem abençoados, este notou um jovem alto e mal vestido, Odoacro, e previu que ele teria um futuro grandioso.
Em 469 ele pôs-se a serviço dos romanos como chefe de um exército de mercenários germânicos de estirpe hérula, quando se torna chefe dos contingentes bárbaros rebeldes.
Quando Rômulo Augústulo foi colocado como Imperador por seu pai, o patrício Orestes, Odoacro, à frente de um exército de esciros, matou Orestes em Placência e seu irmão Paulo no arvoredo de Classe, próximo de Ravena. Odoacro entrou em Ravena, depôs o imperador Rômulo Augusto, mas, com pena por ele ser jovem, poupou a sua vida, e, por causa de sua beleza, deu-lhe uma pensão de seis mil peças de ouro, enviando-o para a Campânia, para viver como um homem livre com seus parentes.
Todas as províncias do Império Romano, além da Itália, já eram dominadas pelos bárbaros, e os imperadores eram fantoches e não soberanos. A Itália, pelos ataques dos bárbaros, estava praticamente um deserto, sem habitantes, e os exércitos imperiais eram formados de bárbaros.
No oitavo ano do pontificado do Papa Simplício, (476), Roma caiu diante dos bárbaros. Os hérulos demandaram dois terços da Itália e, diante da recusa, escolheram Odoacro como seu chefe e o nomearam rei de Roma.
Nominado rex gentium das suas tropas, Odoacro decidiu não nomear um sucessor ao imperador deposto. Em vez disso, enviou as insígnias imperiais ao imperador do Império Romano do Oriente, Zenão, o qual, ainda que convidando-o a submeter-se à autoridade do imperador legítimo, Júlio Nepos, aceitou de fato a sua soberania sobre as terras do Ocidente, decretando assim "oficialmente" o fim do Império Romano do Ocidente.

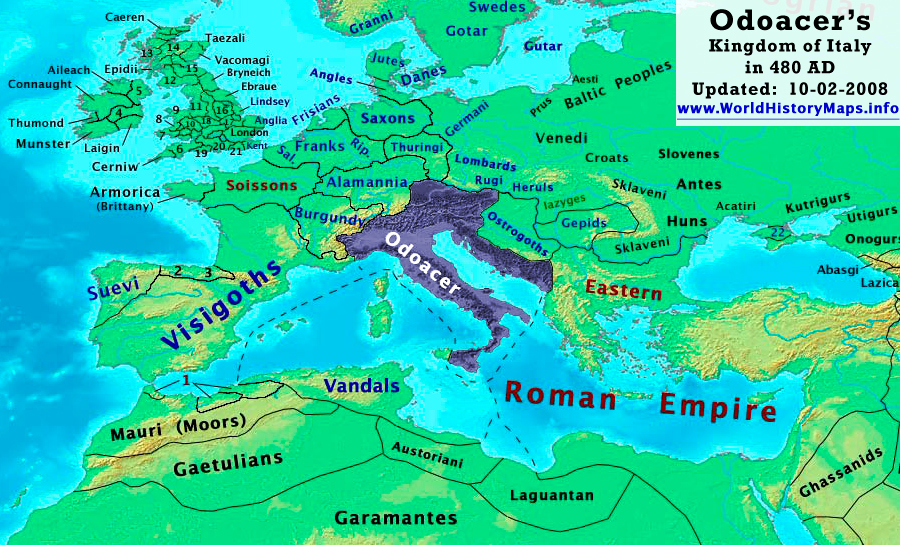
Reino de Odoacro na Itália em 480.

Odoacro matou o regente imperial Orestes, mas poupou seu filho, o imperador Rômulo Augusto, que ganhou um salário de seis mil libras de ouro e pode viver em liberdade, perto de Nápoles.
Assim que se tornou rei, Odoacro se lembrou de São Severino, e enviou uma carta amigável ao monge; este conseguiu que Odoacro perdoasse Ambrósio, que estava exilado.
A administração de Odoacro se baseou numa política conservadora, deixando aos romanos a possibilidade de manter o exercício de cargos menores e o livre exercício do Cristianismo, mantendo assim substancialmente intacta a estrutura organizacional precedente. Desta maneira assegurou a fidelidade da aristocracia, do Senado e da Igreja. Odoacro era bem intencionado, e favoreceu a seita dos arianos.
Odoacro fez guerra contra os rúgios, e os destruiu completamente na segunda campanha.
Odoacro levantou um exército italo-germânico com o qual ele derrotou os vândalos na Sicília. Ele foi capaz de conquistar toda a ilha por volta de 477. Em 480, ele e seu exército anexou a antiga província da Dalmácia, após a morte (possivelmente por assassinato) do imperador ocidental Júlio Nepos. Depois disso, ele recebeu o direito de nomear um conselho e emitir sua própria moeda.
Ele fez pactos com os visigodos e com os francos e se juntou a eles na batalha contra os burgúndios, alamanos e saxões.
Odoacro reinou por treze anos.

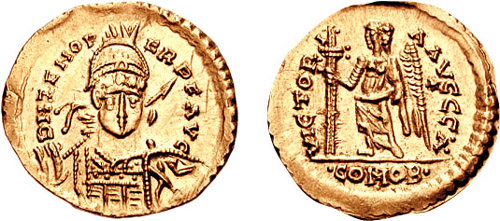
Moeda cunhada por Odoacro, contém o nome de Zenão, imperador bizantino ao qual Odoacro estava formalmente subordinado.

Zenão, preocupado com os recentes sucessos do rei germânico Odoacro, estimulou Teodorico, o Grande, rei dos ostrogodos, a invadir a Península Itálica. Zenão fez de Teodorico um patrício romano, um cônsul, e deu-lhe uma grande quantia em dinheiro. Teodorico aceitou que, se ele derrotasse Odoacro, reinaria em seu lugar até a chegada de Zenão, e, reunindo os godos, veio do Oriente para defender a Itália, em nome de Zenão.
Teodorico derrotou Odoacro nas margens do Rio Isonzo, em Aquileia (488), Verona  (489) e no Rio Adda (490). Neste mesmo ano Ravena foi assediada. O cerco durou três anos e foi marcado por dezenas de ataques de ambos os lados. No final, nenhum dos lados pôde prevalecer de forma conclusiva, e assim em 2 de fevereiro de 493, Teodorico e Odoacro assinaram um acordo que garantiu a supremacia de ambos. Um banquete foi organizado para celebrar o tratado. Foi nesse banquete que Teodorico matou Odoacro com as próprias mãos.